# 人民民主阵线 (印度尼西亚)
人民民主阵线（缩写为FDR）是印度尼西亚历史上的一个左翼统一战线组织，存在于1948年2月—12月。该组织由印度尼西亚共产党、社会党、印度尼西亚工党、中央全印度尼西亚工人组织和人民青年组成。该组织的领袖是阿米尔·谢里夫丁。